# Severstal Cherepovets
El Hockey Club Severstal (del ruso: Хоккейный клуб «Северсталь» Череповец) es un club profesional de hockey sobre hielo con sede en Cherepovets, Óblast de Vologda, Rusia. El club fue fundado en 1955 y son miembros de la División Tarasov en la Liga de Hockey Kontinental.

## Palmarés
Pajulahti Cup (2): 2000, 2006

 Donbass Open Cup (1): 2012

 Hockeyades de la Vallee de Joux (1): 2013